# James Craik
James Craik is een plaats in het Argentijnse bestuurlijke gebied Tercero Arriba in de provincie Córdoba. De plaats telt 4.560 inwoners.